# Patrimonio Nacional

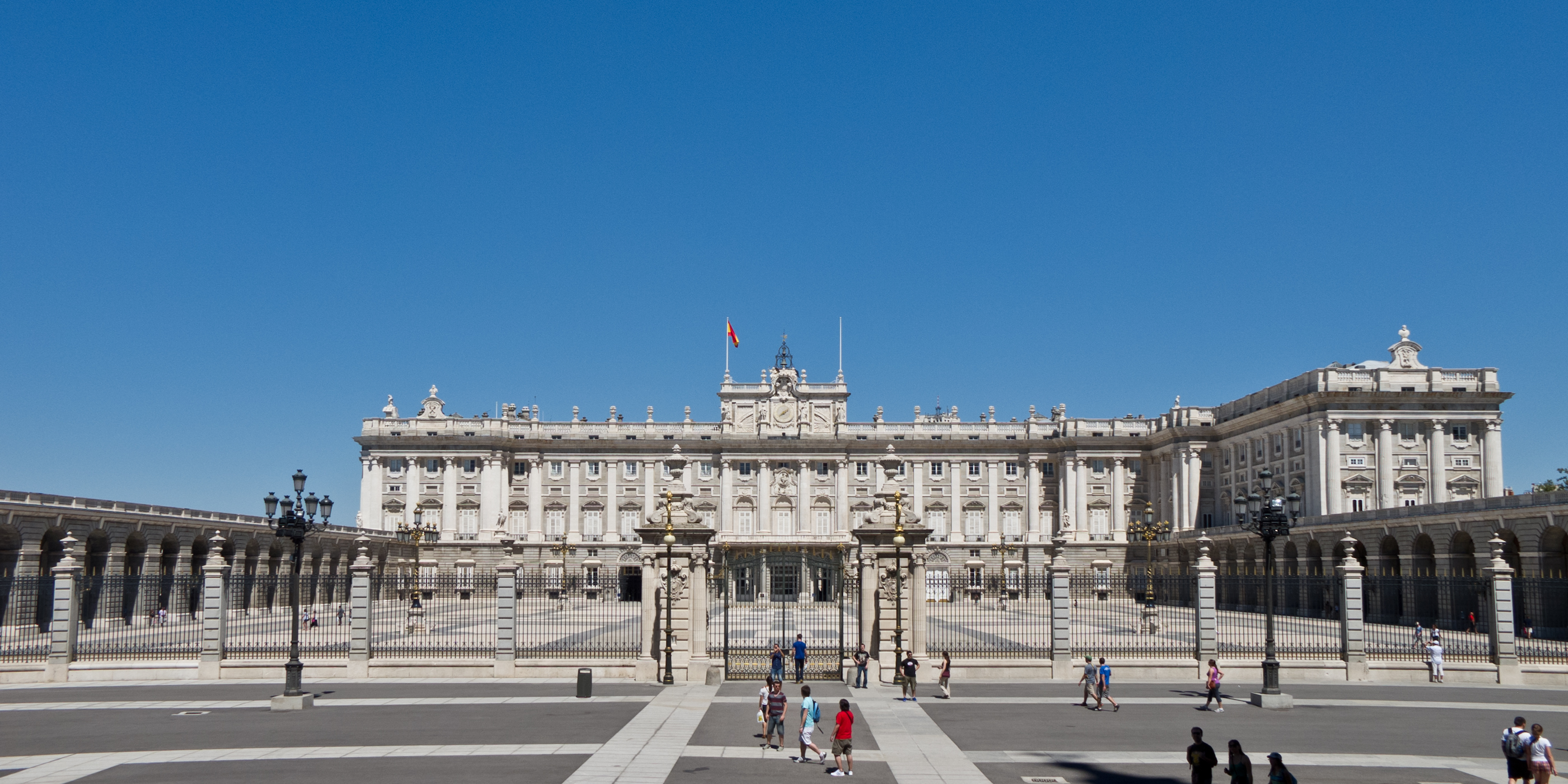
Koninklijk Palais van Madrid

Patrimonio Nacional (Nationaal erfgoed) is een Spaans staatsagentschap. Dit agentschap valt onder de jurisdictie van de minister-president van Spanje en beheert de plaatsen die eigendom van de staat zijn en gebruikt worden door de koning van Spanje en de Spaanse koninklijke familie als residenties en bij officiële ceremonies. 
Het Patrimonio Nacional beheert paleizen, tuinen, kloosters en convents, en ze worden Spaanse koninklijke plaatsen genoemd. Ook de Galerij van de Koninklijke Verzamelingen valt onder haar beheer, namens de Kroon. Dit erfgoed is open voor publiek als ze niet officieel in gebruik zijn.
Tijdens de regeerperiode van Alfons XIII van Spanje stond het bekend als Patrimonio Real (Koninklijk erfgoed).
Patrimonio Nacional organiseert tijdelijke tentoonstellingen en concerten op en in de koninklijke plaatsen. Het publiceert ook catalogi van de koninklijke collecties, boeken over de koninklijke plaatsen, kopieën van sommige boeken uit de bibliotheek van Escorial en de koninklijke bibliotheek, gidsen voor bezoekers van de verschillende plaatsen maar ook de officiële foto's van de koning. Het agentschap brengt ook ieder kwartaal een magazine uit, Reales Sitios, over kunstcollecties en culturele geschiedenis van de koninklijke plaatsen.